# Ascheberg (Holsten)
Ascheberg er en by i det nordlige Tyskland, beliggende sydøst for Kiel under Kreis Plön i delstaten Slesvig-Holsten.

## Geografi
Ascheberg ligger på den nordvestlige bred af delstatens største sø, Großer Plöner See i Naturpark Holsteinische Schweiz. Lidt syd for byen ligger, på en halvø i søen, slottet og herregården Ascheberg.

## Historie
Søbredden af den store Plöner See blev brugt af jægere, samlere og fiskere i jægerstenalderen (ca. 10.000-4.300 f.Kr.).
Siden den yngre stenalder (ca. 4.300-2.300 f.Kr.) over bronzealderen (ca. 2.300-550 f.Kr.) ind i jernalderen (ca. 550 f.Kr.-400 e.Kr.) boede mere eller mindre kontinuerligt landbrugere i området.
Området omkring Plöner See var fra det 8. til det 12. århundrede e.Kr. slavisk bosættelsesområde.
Ascheberg nævnes først i 1190 som Askeberghe (Eschenberg). Navnet refererede oprindeligt kun til godset og blev efterhånden overført til bebyggelsen.
Fra det 13. århundrede lå der en herregård, som blev opkøbt af familien Rantzau omkring midten af det 15. århundrede. I 1739 blev Hans Graf zu Rantzau, der boede i Schloss Ascheberg, den første godsejer i Holsten til at tage tiltag for landboreformer. Greven opdelte ejendommens marker, overdrog landet til bønderne og opkrævede afgifter af dem. På dette tidspunkt blev en større ombygnng af komplekset planlagt i barokstil, men planerne blev ikke implementeret. I det 19. århundrede overgik slottet til gev Brockdorff-Ahlefelds familie. Det nuværende Ascheberg Slot er en simpel klassicistisk bygning fra det 19. århundrede og bruges i dag som et kristent ungdoms fritids- og fritidscenter.
I 1846 opførtes Ascheberg station i tilknytningen til den nye jernbane.